# Two Girls on Broadway
Two Girls on Broadway is een Amerikaanse musicalfilm in zwart-wit uit 1940 onder regie van S. Sylvan Simon. De film is een remake van The Broadway Melody (1929); destijds werd hij niet in Nederland uitgebracht.

## Verhaal
Molly Mahoney treedt samen met haar verloofde Eddie Kerns op in de vaudeville en werkt samen met haar zusje Pat in een lokale dansschool in Nebraska. Ze heeft de ambitie om door te breken in Broadway en op aansporen van Eddie beproeft ze haar geluk in New York. Eenmaal aangekomen blijken het echter haar verloofde en zusje die de kansen krijgen om door te breken; Eddie als radioman en Pat op Broadway. Molly moet genoegen nemen met een vernederend bijbaantje als sigarettenverkoopster. Zodoende stijgen de spanningen tussen het drietal.
Ondertussen heeft Pat een nieuwe bewonderaar; de rijke playboy Chat Chatsworth. Molly probeert Pat te waarschuwen voor de gladjakker, aangezien hij een wild verleden heeft. Molly heeft geen idee dat Pat stiekem verliefd is op Eddie. Pat wil Molly niet kwetsen en overweegt om terug te keren naar Nebraska. Ze accepteert een huwelijksaanzoek van Chat, in de hoop dat ze zo haar gevoelens voor Eddie kan onderdrukken. Dit nieuws komt tot grote verrassing voor Eddie, die ook stiekem verliefd is op Pat. Uiteindelijk onderbreekt hij de bruiloft en voorkomt dat Pat het jawoord geeft aan Chat.

## Rolverdeling
| Acteur            | Personage                 |
| ----------------- | ------------------------- |
| Lana Turner       | Patricia 'Pat' Mahoney    |
| Joan Blondell     | Molly Mahoney             |
| George Murphy     | Eddie Kerns               |
| Kent Taylor       | 'Chat' Chatsworth         |
| Richard Lane      | Buddy Bartell             |
| Wallace Ford      | Jed Marlowe               |
| Otto Hahn         | Ito, Chatworth's servant  |
| Lloyd Corrigan    | Rechter Hennessey         |
| Don Wilson        | Mr. Boyle, Radioman       |
| Charles Wagenheim | Harry, Bartells Assistent |
| May McAvoy        | Ongenoemde rol            |

## Achtergrond
Two Girls on Broadway was Joan Blondells eerste film voor Metro-Goldwyn-Mayer; in februari 1940 kwam het bericht dat ze een contract had getekend met de studio voor een gedeelde hoofdrol met Lana Turner in deze film. De opnamen vonden plaats van midden januari tot en maart 1940.
De film werd gemaakt in de piek van Lana Turners populariteit als nieuwkomer. Critici waren het eens dat deze film vooral is bedoeld om haar kwaliteiten als filmster uit te drukken, en dat het verhaal daar ondergeschikt aan was. Enkele recensenten merkten op dat Turner veel potentie had als musicalster, maar in haar latere carrière maakte de actrice hoofdzakelijk melodrama's.